# Станкович, Сладжана
Сладжана Станкович (серб. Слађана Станковић / Slađana Stanković; 15 июня 1965, Ниш — 5 июня 1999 года, Призрен) — югославская сербская военнослужащая, рядовая армии Союзной Республики Югославии, участница Косовской войны. Считается первой женщиной-добровольцем в армии Союзной Республики Югославии, отправившейся на фронт в Косово. Скончалась от ранений, полученных после попадания миномётного снаряда. Посмертно награждена орденом «За заслуги в области обороны и безопасности» I степени.

## Происхождение
Сладжана Станкович родилась 15 июня 1965 года в городе Ниш в семье потомственных военных: в каждом поколении хотя бы один мужчина во время войны отправлялся на фронт. Отец — Веролюб, сестра — Весна. По словам Весны, Сладжана часто посещала кофейню в городе и вела с посетителями разговоры о мировой несправедливости и о том, как против неё бороться.

## На фронте
24 марта 1999 года Сладжана заявила своей семье о намерении ехать в Косово, чтобы помочь югославской армии. Отец пытался её отговорить, заявив, что «война — это не кофейня» и что девушка может погибнуть на фронте, но переубедить свою дочь так и не смог. На фронте Сладжана занималась оказанием помощи раненым бойцам. Её сослуживцы рассказывали, что она была бесстрашной девушкой, которая при любых условиях готова была доставлять солдатам лекарства и припасы. Считается, что Сладжана Станкович стала первой женщиной, отправившейся добровольцем на фронт Косовской войны. Всего же на фронт отправилось более 100 югославских женщин, в том числе 16 уроженек Ниша. При этом, по словам сестры Весны, во время войны многие мужчины из Ниша всячески уклонялись от мобилизации.
Воинскую службу Сладжана проходила в 549-й Призренской моторизованной бригаде. Примерно через месяц после своего отъезда она сообщила, что обвенчалась с русским добровольцем Юрием Осиповским (уроженцем Минска) в призренском монастыре Святых Архангелов: на венчании присутствовал непосредственный командир Сладжаны, командующий 549-й бригадой Божидар Делич. 2 июня Сладжана должна была приехать домой с Юрием, но в последний момент она предоставила право на возвращение домой сослуживцу.

## Гибель
5 июня, во время битвы за Паштрик, недалеко от местечка Шех-Махала (по другим данным, около села Планея) Сладжана вывозила раненых на санитарном автомобиле с символикой Красного креста, когда в него попал 120-мм миномётный снаряд, выпущенный с контролируемой косовскими албанцами территории. В результате попадания погибли несколько солдат, в том числе один молодой фельдшер. Были тяжело ранены трое — сотрудник военной полиции, водитель машины прапорщик Саво Эрделян (серб. Саво Ердељан) и Сладжана Станкович. Военнослужащий-резервист из Лесковаца Слободан Младенович, который был легко ранен во время обстрела, рассказывал, что перед этим автомобиль несколько раз избегал попаданий снарядов, которые разрывались в 30 или 40 м от машины. Тяжело раненую Сладжану русские добровольцы донесли на руках в больницу Призрена, но работавший там албанский врач отказался её оперировать. В итоге Сладжана скончалась от полученных ранений и неоказания должной медицинской помощи: по мнению современников, она могла выжить, если бы врач согласился ей помочь или если бы её доставили в больницу на вертолёте, а не несли на руках. Это произошло за четыре дня до заключения Кумановского соглашения.
О смерти Сладжаны семья узнала случайно. По телефону подруга девушки сообщила родным о гибели Сладжаны, и те попытались связаться с Домом армии, чтобы выяснить, что случилось. Изначально военные утверждали, что это ошибочное сообщение, но позже признались, что Сладжана действительно погибла, и попросили родных приехать в Военный госпиталь югославской армии на опознание. Во дворе больницы они нашли три пары солдатских ботинок, одна из которых принадлежала погибшей Сладжане. Её тело передали семье в металлическом гробу. На похоронах присутствовали множество русских добровольцев (со слов сестры Сладжаны, весь двор был заставлен их автомобилями), среди которых был и Юрий, положивший в гроб Сладжане купленное свадебное платье розового цвета, который она обожала, и фату. Он прослужил ещё полгода в Косово, после чего покинул Югославию — по некоторым данным, позже Юрий устроился работать в некую международную организацию, действовавшую и в Косово. Отец Сладжаны умер, не перенеся смерти дочери. Мать уехала из Ниша в село Прва-Кутина, отказавшись возвращаться в город: по свидетельствам Весны Станкович, мать хранит фотографии и личные вещи Сладжаны, не сумев смириться с её смертью. В дневниках Сладжаны родные нашли записи, в которых она писала о предстоящем отправлении в Косово и выражала уверенность в том, что не вернётся домой живой, но при этом была решительно настроена помогать югославской армии.

## Память
Указом президента Союзной Республики Югославии Слободана Милошевича Сладжана Станкович была посмертно награждена югославским орденом «За заслуги в области обороны и безопасности» I степени с формулировкой «за образцовое, смелое, решительное и исключительно успешное выполнение задания по обеспечению обороны и безопасности родины».
Достаточно долго власти города Ниш даже не пытались каким-либо образом увековечить память Сладжаны. В течение трёх лет семья собирала средства на открытие памятника, который был в итоге установлен без чьей-либо поддержки. В 2013 году в районе Брзи-Брод города Ниш улица Лесковацкая (серб. Лесковачка улица) была переименована в улицу Сладжаны Станкович (серб. Слађане Станковић улица): это предложение неоднократно выносили на обсуждение представители ветеранских организаций. В мемориальном зале командования Сухопутных войск в Нише по инициативе командира сухопутных войск генерал-подполковника Милосава Симовича также размещена фотография Сладжаны Станкович. В то же время, по мнению Весны, Сладжана заслужила намного большего увековечивания памяти.
25 июля 2019 года скупщина города Белград постановила присвоить имя Сладжаны Станкович одной из улиц города Дражевац городской общины Обреновац города Белград. В том же году в печать вышел роман писательницы Оливеры Будимир «Бурлящие воды» (серб. Uvir na izviru), герои которого — многие участники боёв Косовской войны, в том числе и Сладжана Станкович. В 2023 году роман был переведён на русский и представлен в Русском доме в Белграде.